# Chip Shot: Super Pro Golf
Chip Shot: Super Pro Golf est un jeu vidéo de golf développé par Realtime Associates et édité par INTV, sorti en 1987 sur la console Intellivision,.

## Développement
Chip Shot fait partie de la gamme des jeux de sport Super Pro, initiée avec Super Pro Football, commandés par INTV à Realtime Associates. Il aurait dû s'agir d'une amélioration d'un ancien titre du catalogue Mattel, en l'occurrence PGA Golf, comme pour les précédents jeux de la série. Mais lorsque Dave Warhol contacte son ancien collègue de Mattel Electronics, Steve Ettinger, qu'il sait grand amateur de golf, pour lui proposer la programmation, celui-ci n'accepte qu'à la condition qu'il puisse écrire un jeu ex nihilo, sans devoir s'appuyer sur un ancien design. Ainsi, Chip Shot est un jeu totalement nouveau, et sans rapport avec PGA Golf. 
L'incontournable Connie Goldman signe les graphismes, et David Warhol se charge des effets sonores. Humoristiquement, la page de crédits du jeu, easter egg accessible en appuyant sur la touche « 0 » au démarrage, leur attribue également respectivement les rôles de « jardinière » et de « caddie » sur le projet.

## Accueil
Le jeu est jugé « étonnamment sophistiqué » pour l'époque, proposant un très large choix de parcours très détaillés et même personnalisables, la variété des clubs et les effets, la prise en compte de la vitesse du vent, etc.
L'équipe de Computer Entertainer s'étonne de voir à quel point les développeurs ont réussi à intégrer la sensation de jouer réellement au golf, avec des graphismes « très bien » et « de bons détails ». Avec tous les différents parcours disponibles, le jeu propose « beaucoup de profondeur », et est recommandé à tous ceux qui aiment passer un après-midi sur le terrain de golf.

## Héritage
Chip Shot: Super Pro Golf est présent, émulé, dans la compilation Intellivision Lives! (en) sortie sur diverses plateformes.
Le 18 août 2010, Chip Shot Golf est ajouté au service Game Room (en) de Microsoft, accessible sur Xbox 360 et PC.
Chip Shot: Super Pro Golf fait partie des jeux intégrés dans la console Intellivision Flashback, sortie en 2014.